# Neerim
Neerim is een plaats in de Australische deelstaat Victoria.